# Flora Helvetica
De Flora Helvetica van Konrad Lauber en Gerhart Wagner is een flora in twee delen. Het beschrijft de flora van Zwitserland. Het eerste deel en verreweg het dikste met 1616 bladzijden bevat uitleg van, toelichting op de indeling en totstandkoming van de plantengroei van Zwitserland, gevolgd door een lange serie van korte beschrijvingen en foto's van 3000 varens en zaadplanten. De beschrijving van de plantensoorten bevat een korte opsomming van diagnostische kenmerken, de biotopen waar de soort in groeit, een klein verspreidingskaartje van de soort binnen Zwitserland, een vermelding van het florarijk waar de soort vandaan komt en de Ellenberg-indicatorwaarden. 
Het andere, veel dunnere deel met 268 bladzijden is een sleutel waarmee de planten gedetermineerd kunnen worden. De sleutel bestaat allen uit tekst. Aan het begin van het boek worden bepaalde botanische termen aan de hand van tekeningen uitgelegd.
Niet alleen wilde soorten, ook adventieven, cultuurgewassen en verwilderende tuinplanten. De uitgave is ook het buitenland van belang omdat Zwitserland veel plantensoorten herbergt door zijn centrale ligging in Europa en bergachtig landschap.

## Ontstaan en ontwikkeling
De eerste aanzet voor deze flora werd in 1991 gegeven door de uitgave van de Flora van Bern door Lauber en Wagner. Het boekwerk werd met veel enthousiasme ontvangen en er werd herhaaldelijk gevraagd waarom het werk niet werd uitgebreid tot heel Zwitserland. Hierdoor aangemoedigd begon men deze uitgave voor te bereiden. De eerste druk verscheen in 1996. In 1999 verscheen er ook een Franse editie.
Ook is de flora beschikbaar als interactieve flora op cd-rom.
In 2001 verscheen de derde Duitstalige editie.

## De schrijvers
Konrad Lauber (1927) en Gerhart Wagner (1920) waren beiden geen botanicus van beroep. Konrad Lauber was biochemicus en gaf van 1959 tot zijn pensionering leiding aan klinisch-chemisch laboratorium. Gerhart Wagner heeft botanie, zoölogie en natuurkunde gestudeerd, en is gepromoveerd in de zoölogie. Hij is onder andere daar ook een tijdje assistent-professor in geweest, maar was van 1969 tot 1983 rector van het Realgymnanisum in Bern-Neufeld.

## Gegevens
- Lauber, K. & G. Wagner (2001) Flora Helvetica, derde druk, uitgegeven door Haupt. ISBN 3258063133